# Scorpaena grandicornis
Scorpaena grandicornis är en fiskart som beskrevs av Cuvier 1829. Scorpaena grandicornis ingår i släktet Scorpaena och familjen Scorpaenidae. Inga underarter finns listade i Catalogue of Life.